# Šport u 1997.
◄◄ | ◄ | 1994. | 1995. | 1996. | 1997.  | 1998. | 1999. | 2000. | ► | ►►
Arhitektura • Astronautika • Astronomija • Biologija • Film • Fotografija • Glazba • Kazalište • Kemija • Kiparstvo • Knjige • Književnost • Kršćanstvo • Meteorologija • Medicina • Planinarstvo • Politika • Pravo • Promet • Slikarstvo • Strip • Šport • Televizija • Znanost • Zrakoplovstvo • Željeznički promet
Šport u 1997.

## Svijet

### Natjecanja

#### Svjetska natjecanja
- Od 16. svibnja do 1. lipnja – Svjetsko prvenstvo u rukometu u Japanu: prvak Rusija
- Od 30. studenoga do 14. prosinca – Svjetsko prvenstvo u rukometu za žene u Njemačkoj: prvak Danska

#### Kontinentska natjecanja

##### Europska natjecanja
- Od 25. lipnja do 6. srpnja – Europsko prvenstvo u košarci u Španjolskoj: prvak SR Jugoslavija
- Od 13. do 22. kolovoza – Europsko prvenstvo u vaterpolu u Sevilli u Španjolskoj: prvak Mađarska

### Osnivanja
- FC Sheriff Tiraspol, moldavski nogometni klub

## Vanjske poveznice
|  | Zajednički poslužitelj ima još gradiva o temi Šport u 1997. |